# 稲葉幾通
稲葉 幾通（いなば ちかみち）は、豊後国臼杵藩13代藩主。

## 経歴
文政4年（1821年）、兄で先代藩主の尊通の死去により、父によって（死後であるが）尊通との養子縁組が行なわれ、新たな藩主として擁立された。擁立時、7歳という若年だったため、藩政は隠居した父によって全て成されていた。
天保7年（1836年）、中津藩、奥平昌高の六女と結婚したが嗣子はなく、側室の間に設けた一男一女も夭折した。このような状態で体調が悪化。万が一の際でも藩の存続を図るため、天保13年（1843年）、幕府に対し甥の冨太郎と仮養子縁組を届け出ている。体調はその後も回復しないまま、兄同様父に先立って天保14年（1843年）12月17日に29歳で死去。跡を仮養子の手続きを行なっていた冨太郎が観通として継いだ。

## 系譜
父母
- 稲葉雍通（実父）
- 稲葉尊通（養父）

正室
- サク姫 ー 奥平昌高の娘

養子
- 稲葉観通 ー 稲葉通孚の長男